# Comuna Ipatele, Iași
Ipatele este o comună în județul Iași, Moldova, România, formată din satele Alexești, Bâcu, Cuza Vodă și Ipatele (reședința).

## Așezare
Comuna se află în marginea de sud a județului, la limita cu județul Vaslui, zona sa nordică fiind udată de râul Stavnic. Este străbătută de șoseaua județeană DJ248B, care o leagă spre nord de Șcheia, Mogoșești și Voinești, și spre sud de Drăgușeni și mai departe în județul Vaslui de Negrești (unde se termină în DN15D).

## Demografie
Componența etnică a comunei Ipatele
     Români (92,62%)
     Alte etnii (0%)
     Necunoscută (7,38%)
Componența confesională a comunei Ipatele
     Ortodocși (91,05%)
     Creștini după evanghelie (1,23%)
     Alte religii (0,34%)
     Necunoscută (7,38%)
Conform recensământului efectuat în 2021, populația comunei Ipatele se ridică la 1.463 de locuitori, în scădere față de recensământul anterior din 2011, când fuseseră înregistrați 1.865 de locuitori. Majoritatea locuitorilor sunt români (92,62%), iar pentru 7,38% nu se cunoaște apartenența etnică. Din punct de vedere confesional, majoritatea locuitorilor sunt ortodocși (91,05%), cu o minoritate de creștini după evanghelie (1,23%), iar pentru 7,38% nu se cunoaște apartenența confesională.

## Politică și administrație
Comuna Ipatele este administrată de un primar și un consiliu local compus din 11 consilieri. Primarul, Elena-Luminița Lipșa[*], de la Partidul Social Democrat, este în funcție din octombrie 2020. Începând cu alegerile locale din 2024, consiliul local are următoarea componență pe partide politice:
|  | Partid                          | Consilieri | Componența Consiliului | Componența Consiliului | Componența Consiliului | Componența Consiliului | Componența Consiliului | Componența Consiliului | Componența Consiliului | Componența Consiliului |
|  | ------------------------------- | ---------- | ---------------------- | ---------------------- | ---------------------- | ---------------------- | ---------------------- | ---------------------- | ---------------------- | ---------------------- |
|  | Partidul Social Democrat        | 8          |                        |                        |                        |                        |                        |                        |                        |                        |
|  | Partidul Național Liberal       | 2          |                        |                        |                        |                        |                        |                        |                        |                        |
|  | Alianța pentru Unirea Românilor | 1          |                        |                        |                        |                        |                        |                        |                        |                        |

## Istorie
La sfârșitul secolului al XIX-lea, comuna făcea parte din plasa Fundurile a județului Vaslui și era formată din satele Ipatele, Bâcu, Slobozia, Cioca-Boca și Halița, având în total 1463 de locuitori. În comună existau două biserici și o școală. La aceeași vreme, pe teritoriul actual al comunei mai funcționa, în aceeași plasă, și comuna Borăști, formată din satele Borăști, Drăgești, Sofronești, Alexești, Petrești și Iezeru; aici existau trei biserici și o școală.
Anuarul Socec din 1925 consemnează cele două comune în plasa Negrești a aceluiași județ, comuna Ipatele având 1420 de locuitori în satele Bâcu, Cioca-Boca, Ipatele, Slobozia, Ezeru, Halița și Petrești, iar comuna Borăști — 1054 de locuitori în satele Borăști, Drăgești, Alexești și Sofronești. În 1931, comuna Borăști a primit, ca și satul ei de reședință, denumirea de Cuza-Vodă.
În 1950, comunele au fost transferate raionului Negrești din regiunea Iași, iar în 1954, comuna Cuza Vodă a fost desființată, din ea doar satul de reședință și satul Alexești trecând la comuna Ipatele. În 1968, comuna Ipatele a trecut la județul Iași în alcătuirea actuală. Tot atunci, satul Slobozia a fost desființat și inclus în satul Ipatele.

## Monumente istorice

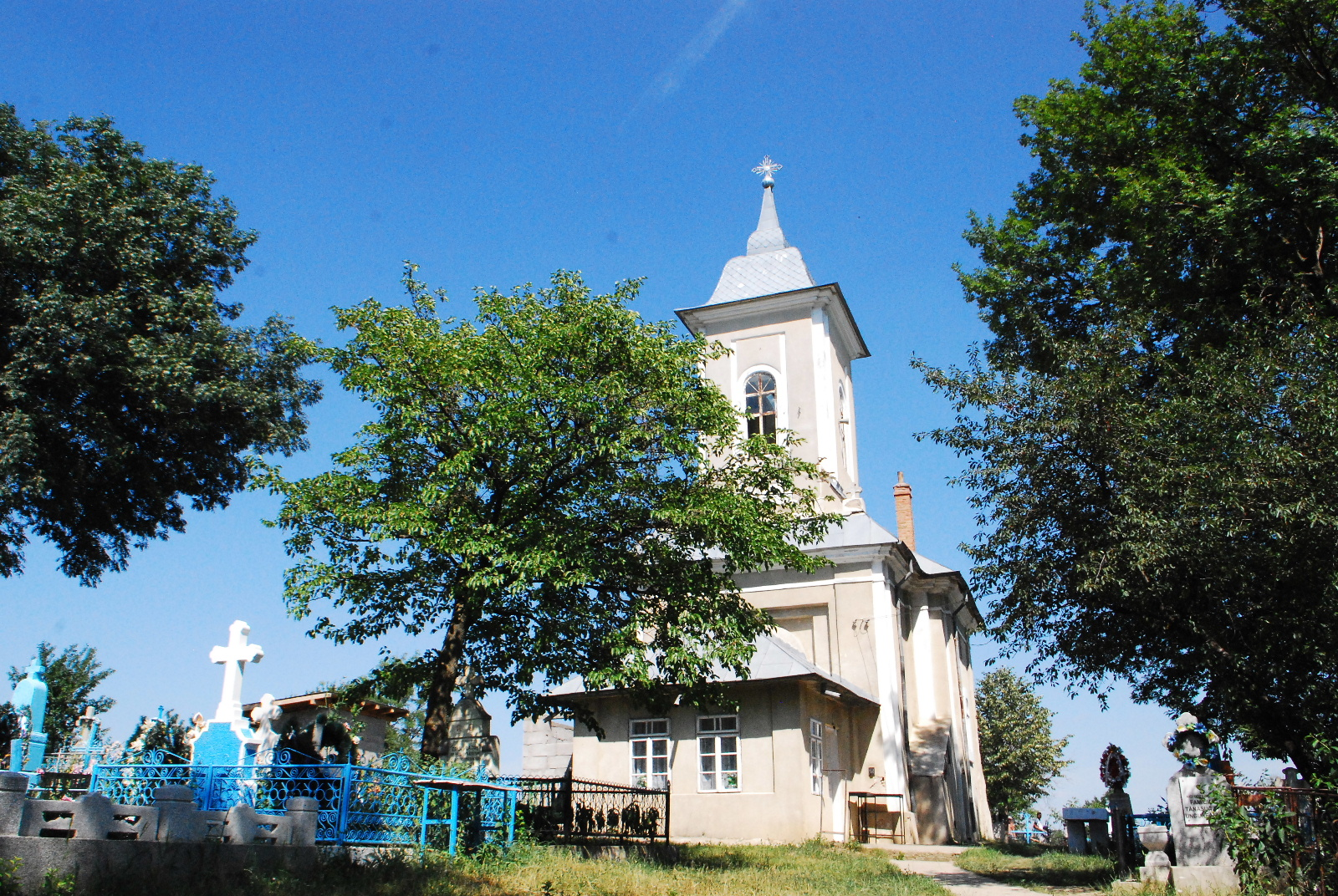
Biserica „Sfântul Nicolae” din Bâcu, monument istoric

Patru obiective din comuna Ipatele sunt incluse în lista monumentelor istorice din județul Iași ca monumente de interes local. Două dintre ele sunt situri arheologice: cel de la „Doschina” (aflat la 1 km nord-est de Bâcu între pârâul Stavnic și drumul spre Cioca-Boca); și situl de „pe Beci” (la 500 m est de același sat). Situl de la Doschina cuprinde urmele unor așezări din perioada Latène (cultura geto-dacică) și din secolele al III-lea–al IV-lea e.n. (epoca daco-romană). În situl de pe Beci s-au găsit așezări din Epoca Bronzului Târziu (cultura Noua), secolele al II-lea–al III-lea e.n. (Latène-ul târziu), secolul al IV-lea e.n. (epoca daco-romană), secolele al V-lea–al VI-lea (epoca migrațiilor) și secolele al XVI-lea–al XVII-lea.
Celelalte două obiective, clasificate ca monumente de arhitectură, sunt biserica „Sfântul Nicolae” (1789) din satul Bâcu; și Biserica de lemn „Sfântul Nicolae” (1805) din satul Ipatele.

## Personalități
- Ioan D. Hăulică (n. 1924) - medic, membru al Academiei Române.